# Benjamin Miles Franklin
Cet article possède un paronyme, voir Benjamin Franklin (homonymie).
Benjamin Miles « C-Note » Franklin est un personnage fictif du feuilleton télévisé Prison Break joué par Rockmond Dunbar. Il est passé du statut de personnage secondaire à celui de personnage principal de la série au milieu de la première saison.

## Préambule

### Son parcours avant Fox River
Avant son arrivée à Fox River, Benjamin Franklin était sergent dans l'armée des États-Unis et son unité était  postée au Koweït. Servant de garde dans un service de détention, il découvre un jour que des actes de torture sont commis sur des prisonniers et s'en plaint à son commandant. Celui-ci n'apprécie pas cette réclamation et lui demande de ne pas faire de vague. Devant le refus indigné de Franklin, il le fait renvoyer de l'armée en l'accusant d'être impliqué dans des activités de marché noir (alors qu'il en a lui-même profité). Déshonoré, Franklin ne peut se résoudre à avouer la vérité à sa femme Kacee ainsi qu'à sa fille Dede. Il tente donc de trouver un autre travail mais les portes se ferment devant lui. Acculé, Franklin se résout à accepter un travail malhonnête pour payer le loyer. Son beau-frère Darius Morgan, un conducteur de camion, lui propose de l'aider à transporter des marchandises volées. Durant le voyage, Franklin est arrêté par la police. Il refuse de dénoncer les autres personnes impliquées, ce qui entraîne sa condamnation à 8 ans de prison à Fox River.

### Surnom
Franklin obtient le surnom de « C-Note ou Si-mana » en travaillant dans les cuisines de Fox River. En effet, il acquiert une réputation en tant que « pharmacien de prison », pouvant obtenir tout article ou substance à la demande des détenus pour 100 dollars. 
- La personnalité figurant sur l'avers du billet de 100 dollars est Benjamin Franklin, l'un des Pères fondateurs.
- C-Note est le surnom habituellement donné aux États-Unis au billet de 100 dollars (en chiffres romains, la lettre « C » signifie 100).

## Saison 1
Lui et Michael Scofield se croisent la première fois quand Michael lui demande d'obtenir un certain PUGNAc pour permettre à Michael de simuler le diabète et d'accéder ainsi à l'infirmerie (un aspect crucial de son plan d'évasion). C-Note est intrigué mais Michael refuse de lui en dire plus. Cependant, en le voyant s'associer avec T-Bag, le leader de l'alliance pour la pureté dans la prison, C-Note refuse de lui remettre le médicament convenu. Il reconsidère son opinion sur Michael lorsqu'il le voit se battre contre l'un des membres de l'alliance pendant l'émeute raciale. Mais sa curiosité reste en éveil. 
Au fil des jours, il soupçonne de plus en plus les membres du Travail Pénitentiaire de préparer quelque chose lorsqu'il constate qu'ils ne cessent de jeter des petits morceaux de béton dans la cour, issus du trou qu'ils creusent dans la salle des gardiens. Lorsque John Abruzzi perd provisoirement la direction de la TP au profit de Gus Fiorello, C-Note le suborne pour travailler dans l'équipe. Il découvre le trou que Michael et les autres détenus ont creusé pour le plan d'évasion. Quand Abruzzi regagne la direction de la TP, C-Note menace de tout révéler aux gardiens à moins d'être intégré à l'équipe d'évasion. 
Dans les épisodes suivants, il devient un membre respecté de l'équipe lorsqu'il sauve à plusieurs reprises le plan d'évasion. Il sympathise également avec Charles Westmoreland lorsque tous deux évoquent leur espoir de voir leurs familles respectives. Toutefois, le fait d'avoir rejoint l'équipe d'évasion a eu pour lui une conséquence inattendue : il est rejeté par la communauté noire. Ironie du sort, c'est pour la même raison qu'au début C-Note avait refusé de faire affaire avec Michael : la fréquentation de T-Bag, autre membre de l'équipe d'évasion. C-Note a eu deux rencontres violentes avec ses anciens associés et c'est l'évasion qui lui a permis de sauver sa vie.
Après leur évasion de Fox River, C-Note, Michael, Lincoln, Sucre, et Abruzzi rencontrent plusieurs problèmes sur leur chemin dont le décollage de l'avion censé les transporter. Ils doivent s'enfuir en courant, la police à leurs trousses.

## Saison 2
Le lendemain matin, les fugitifs continuent à échapper aux autorités, traversant de justesse devant un train de marchandises pour fuir leurs poursuivants. C-Note s'affirme comme l'homme le plus franc du groupe. Il critique Michael Scofield parce qu'il n'a pas révélé aux autres l'existence de l'argent de Westmoreland à Tooele (Utah). De même, il exige qu'Abruzzi soit abandonné parce qu'il a pris une petite fille en otage quand son père les a reconnus. C-Note veut à tout prix rejoindre sa famille et le peu de confiance qu'il avait sur les autres fugitifs semble se confirmer. 
Son épouse et fille ignoraient jusqu'ici son incarcération car il était parvenu à les duper en leur envoyant de fausses cartes postales d'Irak. Ses proches ont donc appris la vérité en regardant les informations. En appelant sa femme d'une cabine téléphonique, C-Note prend conscience qu'elle est ébranlée par ces révélations et l'ampleur du mensonge. Elle en arrive à remettre en doute son engagement militaire. C-Note lui promet de tout lui expliquer et lui assure qu'il reviendra avec de l'argent. Il lui donne rendez-vous dans 7 jours, dans un endroit appelé "Rainbow Room", à la fenêtre duquel ils ont eu une image. Les agents du FBI écoutent clandestinement cette conversation et supposent qu'il s'agit d'un restaurant. C-Note rencontre plus tard sa fille à l'école et lui demande de dire à sa mère d'allumer le porche à sept heures comme signe de confiance. Lorsqu'à l'heure dite C-Note aperçoit la lumière, il ne se doute pas qu'au même instant, sa femme est interrogée par l'agent Lang du FBI. 
Rassuré, C-Note prend le train en direction de l'Utah. Empruntant l'ordinateur portable et le bloc-note de sa voisine, C-Note localise grâce à un site internet de l'armée l'endroit exact où l'argent est enterré. Malheureusement, à mi-chemin, à Preston en Idaho, un contrôleur lui signale que la moitié de ticket dont il dispose n'est pas valable, il lui faut les deux moitiés. Dans un premier temps C-Note réussi à amadouer le contrôleur, en rejetant la faute sur une dénommée Shelly, qui lui a assuré qu'il pouvait voyager malgré le fait qu'il lui manque la moitié de son ticket. Le contrôleur le laisse poursuivre le voyage, mais lui demande de régulariser sa situation au prochain arrêt. Plus tard le contrôleur revient : il s'est renseigné, il n'y a pas de « Shelly » à la gare que C-note a indiquée, et il a par conséquent appelé la sécurité. Le fugitif n'a pas d'autre choix que de sauter du train en marche et de se jeter dans le fleuve que le train traversait. 
En chemin, il s'enquiert du prix d'un camping-car à vendre et promet de revenir avec les 40 000 dollars demandés. Puis, il est pris en auto-stop par Sucre, qui a emprunté la moto d'un ami. Arrivés à Tooele, ils retrouvent Michael et commencent à creuser dans le sous-sol d'une maison. Celle-ci a en effet été construite au-dessus de la cachette de l'argent. Si au début, les fugitifs ont pu se faire passer pour des agents des services de l'électricité, ils ont été dans l'obligation par la suite de prendre en otage les occupants. Indigné, C-Note n'a pas hésité à exprimer sa désapprobation à Michael et les anciennes tensions avec T-Bag ont également rejailli. Mais ces sentiments cèdent la place à l'excitation lorsqu'ils trouvent enfin l'argent. Malheureusement pour C-Note, Sucre choisit ce moment pour les doubler en les menaçant avec une arme et en s'enfuyant avec l'argent. N'ayant plus de raison de rester, C-Note choisit de rejoindre immédiatement sa famille. De retour à Chicago, il rencontre ses vieux amis pour l'aider à réunir sa famille. Grâce à son plan, il réussit à récupérer sa femme et sa fille sous les regards impuissants des agents fédéraux. Bien que réticente, sa femme Kacee a en effet choisi le suivre dans sa vie de fugitif.
C-Note vit heureux quelques jours avec sa famille jusqu'à ce que sa fille se plaigne de problèmes d'estomac. Kacee lui informe qu'ils n'ont pas son médicament et qu'ils doivent trouver une pharmacie. Or, la pharmacienne identifie Kacee grâce à un journal. En prétendant devoir se rendre dans une autre salle, elle appelle les autorités. Avant d'être arrêtée par la police, Kacee laisse les médicaments dans une poubelle pour que C-Note puisse les récupérer. C-Note se sent terriblement coupable de l'arrestation de sa femme, et essaie de savoir si elle peut être libérée sous caution. Il a mis au point un plan pour qu'ils puissent s'évader ensemble et s'installer en Alaska. Cependant, comme la libération de Kacee est refusée, elle demande à C-Note de ne pas se livrer pour ne pas abandonner leur fille. Dans l'épisode suivant, C-Note et Dede déjeunent à Benson dans le Minnesota quand Dede tombe de nouveau malade par manque de médicament. C-Note se prépare à sortir quand soudain un homme armé fait irruption dans le restaurant. Après qu'il a réussi à mettre l'homme armé hors d'état de nuire, le reste des clients le laissent partir alors qu'ils savent qu'il est recherché.
Sa fille étant de plus en plus malade, C-Note décide de consulter un médecin pour pouvoir la soigner. Visitant l’hôpital le plus proche, sa requête pour des soins rapides n'est pas acceptée étant donné qu’il ne dispose d’aucun papier justifiant son identité ou sa couverture santé. Il décide de quitter l'hôpital après avoir été comparé à un S.D.F. par une des supérieurs de l'établissement. Malencontreusement, l'agent Mahone soupçonnant que C-Note était propice à ce genre de visite dans les hôpitaux, surgit. De justesse, il s'échappe en montant dans un bus. Toujours en quête de soins pour sa fille, il décide de voir un médecin local. N’ayant aucune confiance dans les méthodes utilisées par celui-ci, il interrompt l’auscultation et se faufile vers la sortie une nouvelle fois. Désespéré de ne pas pouvoir aider sa fille et culpabilisant pour l'arrestation de sa femme, Benjamin Miles Franklin décide de se rendre aux autorités. En échange de cela, sa fille est sauvée, sa femme est libérée, et il décide d'aider l'agent Mahone à capturer Michael Scofield. 
Pour ce faire, il se rend sur le forum Europeangoldfinch.net où il laisse plusieurs messages à l'attention de Michael. Or, celui-ci est trop occupé pour pouvoir lui répondre et l'aider. Comme Mahone est sur le point de capturer les deux frères, l'agent Kim lui indique qu'ils n'ont plus besoin de l'ancien fugitif. L'agent du FBI va voir C-Note et lui promet de respecter sa part du marché (veiller sur sa femme et sa fille) s'il accepte d'utiliser l'objet qui lui sera livré dans sa cellule. L'objet en question se révèle être une corde avec un nœud coulant. Lors d'une visite de sa femme, C-Note lui demande de lui pardonner ses erreurs et fond en larmes. Puis un gardien les interrompt et ils doivent se séparer. Kacee est bouleversée par les réactions de C-Note qui semble lui dire adieu. Plus tard, seul dans sa cellule et vérifiant qu'aucun gardien n'est à proximité, C-Note accroche la corde au tuyau suspendu au-dessus de son lit. Il se la passe autour du cou, murmure des mots de tendresse envers sa femme et sa fille puis se laisse tomber dans le vide.
Pendu au bout de sa corde, C-Note commence à perdre conscience, mais est sauvé in extremis par un gardien. Emmené à l'infirmerie de la prison, il tente de joindre l'agent Mahone sans succès, celui-ci étant trop occupé à poursuivre Scofield et Burrows. Cependant, son collègue, l'agent Wheeler, qui enquête sur Mahone, répond à sa place et convainc C-Note de tout lui dévoiler sur les agissements de Mahone en échange de la protection du FBI. C-Note et sa famille bénéficient donc de la protection de témoin et d'une nouvelle vie.

## Saison 4
Les poursuites contre Mahone ayant cessé, C-Note risque de retourner en prison plusieurs années. Pour être définitivement blanchi par la justice, il accepte d'aider Paul Kellerman à retrouver les frères Burrows-Scofield et à mettre la main sur Scylla, l' « arme » du Cartel.
Pour ce faire, il arrive à retrouver Fernando Sucre à Chicago et lui explique la situation ; ce dernier accepte d'aller avec lui à Miami retrouver les frères après avoir parlé à Kellerman. Croyant téléphoner à Sara, Sucre tombe sur T-Bag, de mèche avec le Cartel, qui lui donne rendez-vous dans un parking ; à son arrivée, Bagwell l'informe qu'il s'est fait piéger en désignant un agent à la solde de Krantz derrière lui, mais celui-ci est assommé par C-Note et les deux emmène T-Bag pour l'interroger et savoir où se trouve le Général. Après l'avoir brutalisé, Bagwell finit par avouer le lieu où ils le retrouveront. Sucre et C-Note prennent d'assaut alors l'appartement et Franklin tue les agents du Cartel présents au moment où le Général menaçait de tuer Sofia, la compagne de Lincoln. Après l'avoir attaché, Michael demande à C-Note s'ils peuvent faire confiance à Kellerman, ce à quoi il répond qu'il s'agit de leur dernière chance. Ils s'enfuient ensuite en voiture avant que la police n'arrivent, mais sans Sucre qui s'est sacrifié en tentant d'arrêter les forces de l'ordre.
Emmenant Burrows dans un local pour essayer de le soigner, ils sont confrontés à Christina Scofield et ses sbires, venus chercher Scylla ; C-Note réplique, puis lui et les autres prennent la fuite sauf Michael qui reste pour confronter sa mère. Celle-ci est tuée par Sara.
Après que Michael ait donné Scylla à Kellerman, qui lui-même la donne à un membre de l'ONU, C-Note retrouve Scofield, Burrows, Tancredi, Mahone et Sucre dans une salle de réunion où l'ancien agent des services secrets leur fait signer un document qui les innocentera tous. Chacun exprime alors sa joie.
Quatre ans après les faits, C-Note habite désormais dans une maison de banlieue et travaille pour l'entreprise postale UPS. Il profite de sa condition d'homme libre.

## Saison 5
Franklin a totalement changé de vie, il s'est converti à l'Islam. Il part au Yémen, avec Lincoln Burrows, pour l'aider à retrouver son frère Michael Scofield, présumé mort depuis plusieurs années.

Ils vont devoir faire face à d'extrêmes dangers. Le pays étant en Guerre, les conditions de vie y sont très difficiles. Persuadés que Scofield est toujours mort, ils vont retrouver sa trace dans la prison d'Ogygia ; sa nouvelle identité est Kaniel Outis.